# Claes Fellbom
Claes Fellbom   (municipi de Solna, 29 de gener de 1943 - Djurö, 19 d'abril de 2024) és un director, guionista i compositor suec, llibretista i director d'òpera. És el fundador i director general de Folkoperan.
Va col·laborar amb el compositor Sven-David Sandström a Jeppe: The Cruel Comedy (2001), i va fer una pel·lícula notoria Aïda de Giuseppe Verdi, amb Folkoperan en 1987, que es va realitzar en topless. També va escriure els llibrets de Daniel Bortz Maria Antonieta (1998) i Svall (2005) i de Qu Xiao-Song, Edip.

## Filmografia
- Aida (1987) (director, adaptació de pantalla)
- Carmen (1983) (director, traducció al suec)
- The Shot (1969) (director, coguionista, co-compositor)
- L'agent 0,5 i Kvarten: ben fet! (1968) (només director)
- Carmilla (1969) (director, guionista, compositor)
- M'hauria de "ru" a una festa? (1966) (director, guionista, compositor)